# Stylopalpia argentinensis
Stylopalpia argentinensis är en fjärilsart som beskrevs av Heinrich 1956. Stylopalpia argentinensis ingår i släktet Stylopalpia och familjen mott. Inga underarter finns listade i Catalogue of Life.